# Kuh-e Bandaka
Kuh-e Bandaka (en pastún : کوه بندکا) o Kohei Bandaka, Koh-i Bandaka, Bandako, o incorrectamente Koh-i-Bandakor  es uno de los picos más altos de la cordillera del Hindú Kush. Se eleva hasta los 6812 m s. n. m. y se localiza al norte del Afganistán, al noreste de Kabul y al oeste de Chitral. Se encuentra separado del corazón del Hindú Kush por un collado relativamente baja y es el pico más alto de Afganistán situado totalmente dentro de las fronteras,  a la vez que es el que presenta una mayor prominencia. Con 2834 m de prominencia, es el 118.º pico ultraprominente del mundo  —más de 1500 m de prominencia—, y el más prominente del país.

## Ascensiones
El 22 de septiembre de 1960 la segunda expedición alemana que visitó el Hindu Kush alcanzó la cima en la primera ascensión. Los miembros de la expedición eran Wolfgang von Hansemann, Dietrich Hasse, Siegbert Heine y Johannes Winkler, todos de Berlín Occidental, y todos llegaron hasta la cima. Establecieron cuatro campos de altura, con el campo base en el Valle de Dare-Sachi, a unos 4.100 m s. n. m. La expedición hizo numerosas primeras ascensiones en el Valle de Pagar del Hindú Kush, así como observaciones meteorológicas y geológicas y croquis de la zona.
Desde entonces ha habido más de quince ascensos, a través de numerosas rutas, pero desde 1977 no hay documentada ninguna nueva ascensión.